# Émile Van Balberghe
Émile Van Balberghe est un libraire, éditeur et chercheur en sciences humaines belge né à Molenbeek-Saint-Jean (Bruxelles) le 29 septembre 1941. Il est décédé à Ixelles le 29 février 2024.

## Biographie
Après des études d’histoire médiévale aux Facultés universitaires Saint-Louis à Bruxelles et à l'Université catholique de Louvain, il obtient pendant six ans un poste d'assistant à la Faculté internationale de Droit canonique, au sein de l'Université. Il est membre du conseil d'administration du « Centre international de Codicologie » de 1974 à 1988.
Il devient libraire dès 1977 et éditeur en 1981. Il édite trente volumes dans sa collection « Documenta et opuscula », dont trois « Travaux du Laboratoire européen pour l’étude de la filiation » réunis sous la direction de l’historien du droit et psychanalyste français Pierre Legendre.
Il est membre correspondant de la Société royale des bibliophiles et iconophiles de Belgique depuis 1994, membre du groupe de contact « Documents rares et précieux » du Fonds national de la recherche scientifique et collaborateur scientifique à l’Université libre de Bruxelles (1998-2000).
Émile Van Balberghe est en particulier un spécialiste des bibliothèques médiévales, du début de la colonisation de l’État indépendant du Congo et de la fin de siècle, notamment en Belgique. Il est également connu pour ses nombreuses publications et recherches sur l'écrivain Léon Bloy. Sur ce dernier, on lui doit, entre autres, un inventaire de la correspondance, préfacé par Catherine Gravet, et un inventaire des envois, préfacé par Michel Brix. Il a aussi publié en collaboration un important ouvrage sur le libraire belge de Mallarmé, Edmond Deman.
S'il est peu connu du grand public, son travail est néanmoins particulièrement reconnu par ses pairs. Ainsi, Paul Aron dit de son ouvrage sur l'éditeur Deman : « Trop peu connu, ce formidable travail recense toutes les versions, les tirages et les propriétaires des œuvres tirées à petit nombre par Deman. »  Pierre Halen (Université de Lorraine, Centre de recherches Ecritures) montre aussi l'importance de son travail sur le Congo belge et notamment de la méthodologie employée : « Mais, si la barre de l’érudition et de la rigueur a été ainsi placée assez haut, le présent ouvrage apporte aussi une solide aide à ceux qui tenteront à l’avenir de semblables entreprises : d’une part, en constituant un véritable modèle auquel on se réfèrera utilement, d’autre part, en ayant fameusement déblayé le terrain historique par ses enquêtes. »
Concernant son ouvrage La Belgique même s’en est mêlée, justes cieux ! (préfacé par Pierre Glaudes), Jeanne Paque en dit notamment : « L’intérêt de cette réunion de textes est multiple. Outre le fait que l’activité critique belge à l’égard de Bloy a fait le pendant à la fameuse « Conspiration du silence » en France, qu’elle compensait, d’une certaine manière, c’est un pan entier de l’histoire littéraire de la fin du XIXe siècle qu’elle met au jour et elle nous permet de renouer avec l’effervescence des revues d’avant-garde en Belgique. L’approche de cette copieuse documentation est aisée tant son organisation est minutieusement réglée. »
Son travail d'édition l'amena à travailler avec le philologue Frédéric Duval avec qui il coéditera Jean Tinctor.
Il ne cessa de travailler à ses articles et à ses collaborations à diverses revues et mourut le 29 février 2024 à Ixelles.

## Publications personnelles
- Les Manuscrits médiévaux de l’abbaye de Parc. Recueil d’articles. Avant-propos de Jean-François Gilmont. Bruxelles, Le Libraire Alain Ferraton et Émile Van Balberghe Libraire, « Documenta et opuscula », 13, 1992[11],[12],[13],[14].
- Étiquettes anciennes de libraires belges. Bruxelles, Émile Van Balberghe libraire, 1986[15],[16].
- [avec Nadine Fettweis], « N’allez pas là-bas ! » Le séjour de Charles Warlomont au Congo (1887-1888), ses écrits et leur réception par son frère Max Waller. Préface de Jean Stengers. Avec une carte géographique. Bruxelles, Archives et Musée de la Littérature, 1997, 2 vol.
- [avec Adrienne et Luc Fontainas], Publications de la Librairie Deman. Bruxelles, Archives et Musée de la Littérature, 1999.
- « Ivrogne d’eau bénite », Léon Bloy et Willy. Bruxelles, Le Veilleur de nuit, 2001.
- [avec Nadine Fettweis] « Cinq années au Congo » de Henry M. Stanley. Une étude bibliophilique. Publié dans Annales æquatoria, 24, 2003, pp. 7-30[17].
- Léon Bloy, Vignettes & culs-de-lampe. Bruxelles, Le Veilleur de nuit, 2003. Tirage unique à 24 exemplaires. Réunion de dessins de Léon.
- Pamphlétaire !, dans Léon Bloy, L’Archiconfrèrie de la Bonne Mort. Suivi de Le Bon Conseil. Bruxelles, Émile Van Balberghe Libraire, 2005, non paginé[18].
- « Je suis abhorré, maudit, renié, conspué, inaperçu. » [L’]Interview de Léon Bloy par Louis Vauxcelles (1904). Publié dans Le Livre & l’Estampe, t. 51, n° 164, 2005 [février 2006], pp. 139-158, ill[19].
- [avec Nadine Fettweis] « Les Belges dans l’Afrique centrale » d’Adolphe Burdo et Charles de Martrin-Donos. Commerce, propagande et plagiat. Publié dans Annales æquatoria, 24, 2006, pp. 127-172[20].
- Barbey d’Aurevilly, Bloy, Coppée, Descaves, Huysmans, Villiers de l’Isle-Adam et les autres… Le « liber amicorum » (1886-1896) de la Gantoise Jeanne Lebrun. Bruxelles, Le Veilleur de nuit, 2010.
- « En ai-je assez écrit de ces lettres, mon Dieu ! » Inventaire chronologique provisoire de la correspondance de Léon Bloy. Préface de Catherine Gravet. Mons, Université de Mons, Service de Communication écrite, « Travaux et documents », n° 2, 2014.
- « La Belgique même s’en est mêlée, justes cieux ! » Léon Bloy et la Belgique. T. 1 : Édition des écrits sur Léon Bloy publiés de son vivant par des Belges ou en Belgique. Préface de Pierre Glaudes. Mons, Université de Mons, Service de Communication écrite, « Travaux et documents », n° 3, 2014[21].
- « La Dédicacite ». Inventaire provisoire des envois et dédicaces de Léon Bloy. Préface de Michel Brix. Mons, Université de Mons, Service de Communication écrite, « Travaux et documents », n° 4, 2014.

## Publications en tant qu'éditeur
- Jean-Baptiste Baronian, La belle volière. Bruxelles, Emile Van Balberghe, 1982. Linogravure originale signée de Roland Topor. Tirage unique à 60 exemplaires dont 10 hors commerce.
- Jean-Baptiste Baronian, Sept simulacres : contes insolites. Bruxelle, Emile Van Balberghe, 1982.
- Jef Vermeiren, Prélude pour piano. Bruxelles, Emile Van Balberghe, 1984. Portrait de l'auteur gravé à l'eau-forte et au burin par Carlo R. Chapelle. Tirage unique à 45 exemplaires.
- Francis Goidts, Reconversion. Bruxelles, Emile Van Balberghe, 1987. Dessins de Bruno Goidts. Tirage unique à 61 exemplaires.
- Amor Librorum, 12 dessins originaux d'István Engel-Tevan présentés par Peter Diener. [Bruxelles, imprimerie Ceuterick], 1994. Album trilingue, néerlandais, français et anglais, « conçu et mis en pages par Emile Van Balberghe [et] offert par l'imprimerie Ceuterick ».
- Peter Diener, La Mémoire du Ghetto de Budapest 1944-1945 - Onze poèmes documentaires avec douze dessins d'István Engel-Tevan. Bruxelles, Emile Van Balberghe, 1995. Tirage unique à 12 exemplaires accompagnés d'un dessin original.
- Léon Bloy, L'Archiconfrérie de la Bonne Mort suivi de Le Bon Conseil. Bruxelles, Emile Van Balberghe Librairie, 2005. En plus du tirage classique, quelques exemplaires sur papier rouge et sur vergé conquéror.

## Édition
- Jean Tinctor († 1469), Invectives contre la secte de vauderie. Édition par Émile Van Balberghe et Frédéric Duval. Tournai, Archives du Chapitre cathédral ; Louvain-la-Neuve, Université catholique de Louvain, « Tournai, art et histoire », 14, 1999.